# 90210 (TV-serie)
90210 är en amerikansk dramaserie som hade premiär i USA den 2 september 2008 på TV-nätverket The CW i USA. Den utvecklades av Rob Thomas, Jeff Judah och Gabe Sachs. Det är den första serie som producerats av CBS Productions sedan dess återlansering, även om den senare producerades av CBS Television Studios istället.
Det är en fristående fortsättning av den populära TV-serien Beverly Hills 90210 och kretsar runt samma skola som ungdomarna i originalversionen gick på. Jennie Garth och Tori Spelling skulle ha repriserat sina roller, men Spelling hoppade av serien efter konflikt om lönen. Programmakarna vill dock göra gällande att det inte blir en repris av Beverly Hills utan en helt ny serie. I Sverige sändes serien i TV400 under hösten 2008. Lori Loughlin och Shannen Doherty har roller i serien.

## Karaktärer
Serien kretsar kring familjen Wilsons flytt från Kansas till Kalifornien, ungefär som den ursprungliga serien där familjen Walshs flyttade från Minnesota till Kalifornien. Dessutom finns det med många drag och repliker ifrån den ursprungliga serien.
| Skådespelare     | Karaktär                | Säsong                      | Övrigt                        |
| ---------------- | ----------------------- | --------------------------- | ----------------------------- |
| Shenae Grimes    | Annie Wilson            | Säsong 1-5 (2008–2013)      |                               |
| Tristan Wilds    | Dixon Wilson            | Säsong 1-5 (2008–2013)      |                               |
| AnnaLynne McCord | Naomi Clark             | Säsong 1-5 (2008–2013)      |                               |
| Dustin Milligan  | Ethan Ward              | Säsong 1 (2008–2009)        |                               |
| Jessica Stroup   | Erin Silver             | Säsong 1-5 (2008–2013)      |                               |
| Michael Steger   | Navid Shirazi           | Säsong 1-5 (2008–2013)      |                               |
| Jessica Lowndes  | Adrianna Duncan         | Säsong 1-5 (2008–2013)      | återkommande avsnitt 1–13     |
| Ryan Eggold      | Ryan Mathews            | Säsong 1–3 (2008–2011)      |                               |
| Lori Loughlin    | Debbie Wilson           | Säsong 1-3 (2008–2011 2012) | gäst säsong 5                 |
| Rob Estes        | Harrison "Harry" Wilson | Säsong 1-2 (2008–2010)      |                               |
| Jessica Walter   | Tabitha Wilson          | Säsong 1 (2008–2009)        | avsnitt 1–13                  |
| Matt Lanter      | Liam Court              | Säsong 2–5 (2009–2013)      | återkommande säsong 1         |
| Trevor Donovan   | Teddy Montgomery        | Säsong 3 (2009–2013)        | återkommande säsong 2 och 4–5 |
| Gillian Zinser   | Ivy Sullivan            | säsong 3–4 (2009–2012)      | återkommande säsong 2         |

### Återkommande karaktärer
| Skådespelare    | Karaktär          | Säsong    | Övrigt                       |
| --------------- | ----------------- | --------- | ---------------------------- |
| Jennie Garth    | Kelly Taylor      | 2008–2010 | Karaktär från originalserien |
| Shannen Doherty | Brenda Walsh      | 2008–2009 | Karaktär från originalserien |
| Adam Gregory    | Ty Collins        | 2008–2013 | Återvänder i avsnitt 14      |
| Kellan Lutz     | George Evans      | 2008–2009 |                              |
| Christina Moore | Tracy Clark       | 2008–2013 |                              |
| Jessica Lucas   | Kimberly McIntyre | 2008      |                              |
| Josh Henderson  | Sean              | 2008–2009 |                              |
| Michael Trevino | Ozzie             | 2008      |                              |
| Lauren London   | Christina Worthy  | 2008–2009 |                              |
| Aimee Teegarden | Rhonda            | 2009      |                              |

## Säsong 1
| Nr | Titel                                  |
| -- | -------------------------------------- |
| 1  | "We're Not in Kansas Anymore"          |
| 2  | "The Jet Set"                          |
| 3  | "Lucky Strike"                         |
| 4  | "The Bubble"                           |
| 5  | "Wide Awake and Dreaming"              |
| 6  | "Model Behavior"                       |
| 7  | "Hollywood Forever"                    |
| 8  | "There's No Place Like Homecoming"     |
| 9  | "Secrets and Lies"                     |
| 10 | "Games People Play"                    |
| 11 | "That Which We Destroy                 |
| 12 | "Hello, Goodbye, Amen"                 |
| 13 | "Love Me or Leave Me"                  |
| 14 | "By Accident"                          |
| 15 | "Help Me, Rhonda"                      |
| 16 | "Of Heartbreaks and Hotels"            |
| 17 | "Life's a Drag"                        |
| 18 | "Off the Rails"                        |
| 19 | "Okaeri, Donna!"                       |
| 20 | "Between A Sign And A Hard Place"      |
| 21 | "The Dionysian Debacle"                |
| 22 | "The Party's Over"                     |
| 23 | "Zero Tolerance"                       |
| 24 | "One Party Can Ruin Your Whole Summer" |

## Säsong 2
| Nr | Titel                               |
| -- | ----------------------------------- |
| 1  | "To New Beginnings!"                |
| 2  | "To Sext or Not to Sext"            |
| 3  | "Sit Down, You're Rocking The Boat" |
| 4  | "The Porn King"                     |
| 5  | "Environmental Hazards"             |
| 6  | "Wild Alaskan Salmon"               |
| 7  | "Unmasked"                          |
| 8  | "Women's Intuition"                 |
| 9  | "A Trip To The Moon"                |
| 10 | "To Thine Own Self Be True"         |
| 11 | "And Away They Go!"                 |
| 12 | "Winter Wonderland"                 |
| 13 | "Rats & Heroes"                     |
| 14 | "Girl Fight"                        |
| 15 | "What's Past Is Prologue"           |
| 16 | "Clark Raving Mad"                  |
| 17 | "Sweaty Palms And Weak Knees"       |
| 18 | "Another Another Chance"            |
| 19 | "Multiple Choices"                  |
| 20 | "Meet The Parent"                   |
| 21 | "Javianna"                          |
| 22 | "Confessions"                       |

## Säsong 3
| Nr | Titel                                 |
| -- | ------------------------------------- |
| 1  | "Senior Year, Baby"                   |
| 2  | "Age Of Inheritance"                  |
| 3  | "2021 Vision"                         |
| 4  | "The Bacherlors"                      |
| 5  | "Catch Me If You Cannon"              |
| 6  | "How Much Is That Liam In The Window" |
| 7  | "I See London, I See France..."       |
| 8  | "Mother Dearest"                      |
| 9  | "They're Playing Her Song"            |
| 10 | "Best Lei'd Plans"                    |
| 11 | "Holiday Madness"                     |
| 12 | "Liars"                               |
| 13 | "It's Getting Hot In Here"            |
| 14 | "All About A Boy"                     |
| 15 | "Revenge With The Nerd"               |
| 16 | "It's High Time"                      |
| 17 | "Blue Naomi"                          |
| 18 | "The Enchanted Donkey"                |
| 19 | "Nerdy Little Secrets"                |
| 20 | "Women On The Verge"                  |
| 21 | "The Prom Before The Storm"           |
| 22 | "To The Future!"                      |